# Projektgruppe

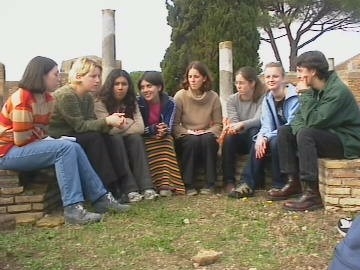
Projektreffen einer Gruppe

Unter einer Projektgruppe ist eine Arbeitsgruppe zu verstehen, die sich der Bearbeitung eines neuartigen, komplexen, zeitlich befristeten Vorhabens (Projekt) widmet, das aufgrund der Komplexität der Aufgabenstellung eine interdisziplinäre Zusammenarbeit mehrerer Fächer und Fachleute erfordert. Dabei ist hinsichtlich Struktur und Aufgabenstellung zwischen einer Projektgruppe im Wirtschaftsbereich und einer solchen im Bildungsbereich zu unterscheiden.

## Geschichte
Auf der Bildungsebene sind Projektgruppen bereits für das Italien des 16. Jahrhunderts und das Frankreich des 18. Jahrhunderts nachweisbar. Es handelt sich um die Konstituierung von Projektgruppen, die Architekturstudenten im Rahmen sogenannter progetti bzw. 'projets' zur Planung von Bauvorhaben erfanden. Mit John Dewey und seinem Schüler William Heard Kilpatrick etablierte sich die Arbeitsweise seit 1915 unter der Bezeichnung project method zunehmend im Rahmen einer gesellschaftspolitisch veranlassten pädagogischen Erneuerung des Schulwesens.  Sie wurde seit den 1970er Jahren wiederentdeckt und in „entideologisierten“ Formen auf den wissenschaftlichen Erkenntnisstand der Zeit gebracht. Projektgruppen arbeiten seither auf unterschiedlichem Anspruchsniveau auf allen Ebenen des Bildungswesens von der Grundschule bis zur Hochschullehre.
Im Wirtschaftsbereich wurden in den 1950er Jahren erste Projektgruppen in Form von Teams zur Lösung von spezifischen Problemen oder Aufgaben eingerichtet. In dieser Zeit umfasste die Bildung solcher Kleingruppen jedoch nicht die Produktionsebene, sondern allein Management- und Angestelltenbereiche. Nach und nach entstanden dann auch Gruppen, deren Mitglieder auch oder ausschließlich aus der unteren operativen Ebene stammten. Der Grund für diese Entwicklung liegt in den Zielsetzungen der Projektgruppen. Nachdem am Anfang die reine Problemlösung primäre Aufgabe der Gruppe war, orientieren sich die Ziele nun verstärkt auch auf Akzeptanzförderung und Beteiligung. Dadurch ergeben sich die beiden Varianten der Projektgruppen, die durch ihre Zielsetzungen charakterisiert werden: Auf der einen Seite die Projektgruppe, die hauptsächlich zur Erarbeitung von sachlich funktionalen Problemlösungen gebildet wird und auf der anderen Seite die Projektgruppe, die durch die Beteiligung von Nutzern und Betroffenen die Lösungen verbessern und Akzeptanz für Umstrukturierungen oder neue technische Konzepte schaffen soll.

## Merkmale
Projektgruppen im Wirtschaftsbereich sind nach Heinz-Kurt E. Wahren durch folgende Merkmale gekennzeichnet:
- Sie haben die Aufgabe, vorgegebene, neuartige (nicht-routinemäßige), komplexe Aufgabenstellungen zu bearbeiten.
- Sie haben eine klare Zielvorgabe des Managements und sind zeitlich durch einen meist festen Abgabetermin befristet.
- Sie verfügen nur über begrenzte zeitliche, finanzielle und personelle Ressourcen.
- Sie haben einerseits ein hohes Maß an Autonomie bezüglich der Gestaltung der Arbeitsprozesse und sind andererseits von den Präferenzen der Auftraggeber abhängig.
- Sie sind heterogen aus Experten verschiedener Arbeitsbereiche zusammengesetzt, die gewöhnlich nicht zusammenarbeiten und sich ausschließlich zur Erledigung der Teamaufgabe zusammenfinden. Die Projektmitarbeiter werden entweder teilweise oder vollständig von ihrer regulären Arbeit freigestellt. Die Auswahl der einzelnen Mitglieder erfolgt aufgrund ihrer Fähigkeiten (Sach- und Sozialkompetenzen) durch eine hierarchisch höher angesiedelte Person, die kein Projektgruppenmitglied ist. Die Teilnahme an der Projektgruppe resultiert aus einem Arbeitsauftrag und ist daher für die ausgewählten Mitglieder nicht bzw. nur bedingt freiwillig. Nach Abschluss der Arbeit löst sich die Gruppe wieder auf.

Projektgruppen im Bildungsbereich sind nach Warwitz / Rudolf durch folgende Merkmale gekennzeichnet:
- Sie finden sich auf freiwilliger Basis im Rahmen eines Ausbildungsprogramms zusammen.
- Sie bearbeiten ein komplexes, anspruchsvolles, nicht innerhalb eines einzelnen Fachgebiets lösbares Problemfeld in interdisziplinärer Kooperation mehrerer Fächer und Fachexperten.
- Sie fällen alle wichtigen Entscheidungen auf demokratischer Basis.
- Sie betätigen sich als forschende und entdeckende Lernende, die sich auf Neuland bewegen und dort zu Lösungen kommen wollen.
- Sie praktizieren ein Mehrdimensionales Lernen, d. h., sie werden ganzheitlich in ihren intellektuellen, emotionalen, physischen, volitiven, technischen, sozialen u. a. von der jeweiligen Projektaufgabe bestimmten Leistungspotenzialen gefordert.
- Sie tragen eine gemeinsame Verantwortung für das Gelingen des Projekts.
- Sie arbeiten produkt- und prozessorientiert, d. h., die Intention der Projektarbeit ist gleichermaßen auf das Erreichen des gesetzten Projektziels wie auf die Reflexion  und Bewältigung der dabei entstehenden gruppendynamischen Ereignisse ausgerichtet.
- Sie finden sich nur für einen begrenzten Zeitraum (bis zum Abschluss des Projekts) zusammen.

## Struktur
Die im Wirtschaftsinteresse gebildete Projektgruppe entsteht in der Regel durch Übertragen einer vom Management vorgegebenen Aufgabe, die einer Reihe von Mitarbeitern verschiedener Unternehmensbereiche und Hierarchieebenen überantwortet wird.  Die Einführung der Projektgruppe erfolgt als Ergänzung neben der regulären Arbeitsorganisation des Unternehmens. Einzelne Unternehmensbereiche sind lediglich dadurch von der Einführung der Projektgruppe betroffen, als die Projektgruppenmitglieder aus diesen Bereichen stammen. Die Projektgruppenmitglieder stehen ihren regulären Abteilungen ggf. für die Dauer des Projekts nicht zur Verfügung, was einen Mehraufwand für die anderen Mitarbeiter bedeuten kann. Die personelle Zusammensetzung einer Projektgruppe ist in der Regel vom Charakter der Projektaufgabe abhängig. Die nach ihren Fachkompetenzen ausgewählten Projektgruppenmitglieder arbeiten bei umfangreichen Projektaufgaben meistens hauptamtlich an den ihnen übertragenen Aufgaben und werden erst nach Beendigung des Projekts wieder ihren regulären Abteilungen zugeordnet oder nehmen eine neue Position in der Primärorganisation ein. Bei weniger aufwendigen Projekten werden die Gruppenmitglieder nur teilzeitlich von ihren regulären Abteilungen für das Projekt abgestellt (Matrix-Projektorganisation). Bedingt durch die Projektaufgabe können während der Projektabwicklung auch zeitweilig zusätzliche Experten in die Projektgruppe aufgenommen oder Untergruppen gebildet werden. Die Experten arbeiten dabei meist nur partiell in der Projektgruppe mit. Da die Gruppenmitglieder unterschiedliche Abteilungen, unterschiedliche hierarchische Ebenen sowie unterschiedliches Wissen repräsentieren, unterliegen Projektgruppen einer internen Struktur. Diese Struktur schlägt sich in klaren Rollen- und Aufgabenverteilungen nieder. In der Regel hat jede Projektgruppe einen Projektleiter, dem die Mitglieder unterstellt sind. Dieser verfügt über die Leitungsbefugnis und ist für die Erfüllung der Projektaufgabe sowie für die Einhaltung der finanziellen, zeitlichen und personellen Ressourcen verantwortlich.
Die unter didaktischen Gesichtspunkten gebildete Projektgruppe konstituiert sich in der Regel im Rahmen des Curriculum der jeweiligen Ausbildungsrichtung aus freiwilligen, an der speziellen Thematik interessierten Dozenten, Studenten, Lehrern, Schülern. Es geht um Lehr- und Lernprozesse in Form des Projektunterrichts, in dem mehrere Untergruppen arbeitsteilig an einer Gesamtaufgabe arbeiten. Die Vorbereitung des Vorhabens und die Ausschreibung und damit die Federführung übernimmt meist ein projekterfahrener Hochschullehrer oder Lehrer, der sich aber nicht als „Projektleiter“ mit Weisungsbefugnissen, sondern als „Moderator“ der Lernprozesse versteht. Diese Aufgabe kann auch von einem Gremium übernommen werden. Die Teilnehmer kommen aus unterschiedlichen Fächern und bringen entsprechende, für die Aufgabenstellung notwendige Kompetenzen mit bzw. sollen diese im Laufe des Projekts erwerben. Das Projekt läuft in Form eines Sozialintegrativen Unterrichts ab, bei dem nicht hierarchische, sondern demokratische Entscheidungsprozesse die Abläufe bestimmen. Das didaktische Projekt ist eine anspruchsvolle Lehr- und Lernform, die ihrerseits methodisch und organisatorisch von allen Teilnehmern, einschließlich der Lehrpersonen, in kleinen Schritten über einfache Projekte erlernt werden muss.
Die Zusammenarbeit jeder Projektgruppe endet mit der Lösung der Aufgabe, der Produktpräsentation und der rückblickenden Reflexion des gemeinsam gestalteten Projekts.

## Vor- und Nachteile
Wirtschaftsbereich:
Mit der Einführung einer Projektgruppe sind Vor- und Nachteile sowohl für die beteiligten Personen als auch für die Organisation bzw. das Unternehmen als Ganzes verbunden. Ford und Randolph (1992, S. 275–278) beschreiben die für den Gruppenprozess wichtigsten in einer Literaturanalyse.
Durch eine Projektgruppe wird die Kommunikation innerhalb einer Organisation verbessert und auch die Kommunikationshäufigkeit erhöht, da durch die Schaffung lateraler Kommunikationskanäle eine Führung ohne Weisungsbefugnis erfolgt. Infolgedessen können Informationen in einer Organisation besser bewältigt werden. Hinzu kommt, dass Mitarbeiter durch die Einbeziehung in betriebliche Problemstellungen grundsätzlich motivierter und mit ihrer Arbeit zufriedener sind. Zudem fühlen sich die Arbeitnehmer dem Unternehmen verpflichtet, wodurch sie eher bereit sind, sich persönlich weiterzuentwickeln. Durch die größere Problemlöseeffizienz aufgrund der Konzentration des vielfältigen Fachwissens der Projektgruppenmitglieder können auch hervorragende Leistungen leichter erreicht werden. Grundsätzlich können betriebliche Ressourcen wie Personal oder Kapital flexibel eingeteilt werden, da die Organisationsstruktur eines Unternehmens durch eine Projektgruppe nicht verändert werden muss.
Die Einführung einer Projektgruppe kann jedoch auch zu Konflikten innerhalb der Organisation führen: Werden Mitarbeiter im Rahmen einer Matrix-Projektorganisation Teil einer Projektgruppe, sind sie neben ihrem eigentlichen Fachabteilungsleiter zudem ihrem Projektleiter gegenüber gebunden. Infolgedessen können Organisationskonflikte entstehen, weil insbesondere Fachabteilungsleiter eine reduzierte Autonomie hinzunehmen haben. Da sich eine Projektgruppe aus Experten verschiedener Arbeitsbereiche zusammensetzt, können Konflikte zwischen Mitarbeitern entstehen, die unterschiedliche Hintergründe, Arbeitsperspektiven, Zeithorizonte und Ziele haben. Zudem können Unsicherheiten bezüglich Ressourcen, technischen Problemen, Bezahlung und persönlichen Zuweisungen entstehen. Zum Teil verfügen die Projektgruppen auch über unzureichende Entscheidungskompetenzen, denn letztendlich werden die endgültigen Projektentscheidungen vom Management getroffen. Insgesamt birgt eine Projektgruppe zusätzliche Kosten für eine Organisation: mehr Sitzungen, verzögerte Entscheidungswege und aufwendigere Informationsverarbeitung sind hierfür meist die Ursache. Gegebenenfalls können für die Projektbeteiligten zudem persönliche Kosten durch eine Rollenambiguität sowie durch zusätzlichen Stress und Konflikte entstehen.
| Vorteile | Nachteile                                                            |
| --- | -------------------------------------------------------------------- |
| Verbesserte Kommunikation                                                                                   | Organisationskonflikte zwischen Fachabteilungsleiter – Projektleiter |
| Führung ohne Weisungsbefugnis                                                                               | Heterogenität der Gruppe                                             |
| Erhöhte Mitarbeitermotivation und Arbeitszufriedenheit durch Einbeziehung in betriebliche Problemstellungen | Unzureichende Entscheidungskompetenz                                 |
| Konzentration des Fachwissens                                                                               | Zusätzliche Kosten                                                   |
| Flexibler Einsatz betrieblicher Ressourcen                                                                  |                                                                      |

Bildungsbereich:
Projektunterricht ist eine anspruchsvolle didaktische Vermittlungs- und Arbeitsform, deren Theorie und Praxis sowohl von den Lehrenden wie von den Lernenden gelernt werden muss.
Die Lehrenden müssen lernen, Kompetenzen abzugeben, Aufgaben zu delegieren, gruppendynamische Prozesse zu regulieren, sich auch mal vom Gruppenwillen überstimmen zu lassen, wenn ihre Argumente nicht zu einer sachlichen Überzeugung der Gruppe geführt haben. Sie müssen sich als nicht höherrangiges, sondern nur gleichberechtigtes Mitglied einer demokratisch strukturierten Gruppe erfahren, das nicht kraft eines Amtes, einer Autorität oder eines höheren Alters, sondern nur über akzeptierte Argumente Einfluss auf das Lerngeschehen und die Entscheidungen nehmen kann. Die Chance ist, nicht nur als Lehrender, sondern gleichzeitig auch als Lernender in die Gruppe eingebunden zu sein, was in den üblichen Vermittlungsformen wie Vorlesungen, Seminaren oder lehrerzentriertem schulischem Unterricht wegen des erheblichen Wissens- und Erfahrungsgefälles in der Regel nicht der Fall ist.
Die Lernenden müssen akzeptieren, dass ihnen Wissen, Können und Problemlösungen nicht einfach und schnell mundgerecht dargeboten und nur übernommen zu werden brauchen, sondern von ihnen selbst teilweise über langwierige Umwege und Irrwege mühsam zu erarbeiten sind. Projektarbeit ist für die Gruppe anstrengend, aufwendig, konfliktbeladen, aber auch aktivierend und sozial lohnend. Dies gehört zum Wesen der Projektarbeit. Probleme sollen nicht ausgeklammert, wegrationalisiert, vom Lehrenden gelöst, sondern in wirklichkeitsnaher Auseinandersetzung miteinander verhandelt werden. Dies erfordert die Erkenntnis, dass nicht nur das angestrebte Produktergebnis, sondern auch die zu ihm führenden oder es verhindernden sozialen Prozesse maßgeblich sind und im Konsens zu bewältigen sind.
Da Projektunterricht erheblich aufwendiger, schwieriger und entsprechend konfliktträchtiger ist als die routinemäßigen Vermittlungsformen mit hierarchischen Strukturen, bedarf es eines längeren Lernprozesses aller Beteiligten, der über Kleinprojekte mit einer Kooperation von nur zwei oder drei Fächern oder über den Projektorientierten Unterricht, der ein Fach zu einem Nachbarfach öffnet, führen kann. Gruppenkompetenz mit Kommunikations- und Kooperationsfähigkeiten sollte sich über erfolgreiche Partnerarbeit, Dreiergruppen und altersgerechte Kleingruppen behutsam aufbauen.